# والری آندری
والری آندری (انگلیسی: Valérie André؛ زادهٔ ۲۱ آوریل ۱۹۲۲) فرد نظامی اهل فرانسه است. والری در استراسبورگ یک سرباز کارآزموده مقاومت فرانسه بود، او یک جراح مغز و اعصاب، یک هوانورد و اولین زن ارتشی است که به رتبه ژنرالی (امیر ارتش فرانسه) نائل شد، در سال ۱۹۷۶، به عنوان پزشک عمومی. در سال ۱۹۸۱، به بازرس کل پزشکی ارتقا پیدا کرد. یک خلبان هلی‌کوپتر، او اولین زنی است که یک هلیکوپتر را در منطقه جنگی هدایت کرد. او همچنین یکی از اعضای بنیاد آکادمی هوا و فضا است.
به‌طور عام او را به عنوان امیر ارتش «مادام لا ژنرال» خطاب نمی‌کردند (زیرا مادام لا ژنرال اصطلاحی است که صرفاً برای همسران ژنرال به کار برده می‌شد.

## زندگی‌نامه
متولد ۲۱ سپتامبر ۱۹۲۲ در استراسبورگ، دختر ویلیبرت و والری آندری. از نوجوانی مجذوب نیروی هوایی شد و در سال ۱۹۳۹ از امکان آموزش هوایی در شهرش استفاده کرد تا آموزش‌های پرواز را در باشگاه پروازی پروتز بگذارند. با شروع جنگ دوم جهانی مجبور شد کلاس پرواز را ترک کند.
در ماه مه و ژوئن ۱۹۴۰، با تهاجم آلمان، او به کلرمون- فرند منتقل شد، و موقتاً به تحصیل در دانشکده پزشکی دانشگاه استراسبورگ پرداخت. با حمله آلمان به جنوب فرانسه در نوامبر ۱۹۴۲، وی مجبور به فرار شد و همراه با دانشجویان آلزاسی برای رسیدن به پاریس به منطقه آزاد سابق رفتند.
پس از جنگ، در سال ۱۹۴۶ مدرک پزشکی خود را از دانشگاه پاریس دریافت کرد. در همان سال یک تفنگدار ارتش بود و در سال ۱۹۴۸ گواهینامه خلبانی خود را دریافت کرد. خلبان و نظامی حرفه‌ای بودن پیش از این برای زنان فرانسوی غیرقابل دسترسی بود.
در سال ۱۹۴۸، بدنبال کمبود پزشکان نظامی، دبیر دانشکده پزشکی پاریس شد تا به تدریس دانشجویان داوطلب برای خدمت در خاور دور بپردازد. او از این فرصت استفاده کرد و در زمستان ۱۹۴۸–۱۹۴۹ در هندوچین به عنوان یک نظامی با رتبه کاپیتان به کار پرداخت و بعدها به بیمارستان «مای تو» اعزام شد، وی پس از آن دستیار جراح مغز و اعصاب بیمارستان سایگون شد.
پس از دریافت گواهینامه چتربازی، هیئت پزشکی او را به عنوان جراح پذیرفتند و در منطقه مرزی بین هندوچین و لائوس به خدمت پرداخت، جایی که فقط می‌توانست با چتر به آن منطقه برود.
او در بازگشت به فرانسه مجوز خلبانی هلی‌کوپتر را در مدرسه پرواز پونتیز به دست آورد، زیرا به مشکلات پرواز با هواپیما و دشواری دستیابی به مناطق هندوچین برای نقل و انتقالات پزشکی اشراف داشت. والری در تاریخ ۲۶ مه ۱۹۵۰ به هندوچین بازگشت و متخصص پرواز با هلیکوپترهای آئروسپاسیال آلوئت ۲ و سیکورسکی اچ-۳۴ برای مأموریتهای پزشکی شد. او اولین مأموریتش را در ۱۶ مارس ۱۹۵۲ به انجام رساند و در سال ۱۹۵۳ طی ۱۲۹ رشته عملیات ۱۶۵ زخمی را از هندوچین به بیمارستان‌هایی در پاریس منتقل کرد.
در تاریخ ۵ سپتامبر ۱۹۵۳ به فرانسه بازگشت و به مرکز پرواز آزمایشی برتیگی-سور-اورژ منتقل شد و خدمات پزشکی به خدمه آن ارائه می‌کرد. او گواهینامه پرواز با MS-733 مورن Saulnier, Alcyon, Northern 1101 Djinn Aerospatiale و Sikorsky S-55 را دریافت کرد و در پروازهای مختلفی مشغول به فعالیت شد. در طول این مدت، او در ایجاد آزمایشگاه پزشکی هوا فضا نیز شرکت داشت.
از سال ۱۹۵۹ تا سال ۱۹۶۲، او در سمت معاون فرمانده خدمات پزشکی در الجزایر در پایگاه (Boufarik) خدمت کرد و سپس به عنوان فرمانده یکان هلیکوپتر برای انجام عملیات نجات در(Reghaïa, Oran) خدمت کرد. او خلبانی هلیکوپترهای فعال از جمله، Aerospatiale SA-318 Alouette , و سپس سیکورسکی اچ-۳۴، را انجام می‌داد و در سه سال خدمتش بیش از ۳۵۰ مأموریت انجام داد. در سال ۱۹۶۱ او مسئول ارشد پزشکی کل رگاهیا شد. در پایان جنگ الجزایر، او به فرانسه بازگشت و کار خود را در جایگاه افسر خدمات بهداشتی ادامه داد، در سال ۱۹۶۵ درجه نظامی اش سرهنگ دوم و در سال۱۹۷۰ سرهنگ تمام شد. وی اولین جراح پایگاه ۱۰۷ هوایی ویلاکوبل بود، سپس به سمت مشاور فرماندهی حمل و نقل هوایی نظامی (COTAM). منصوب شد.
در آوریل ۱۹۷۶، او اولین زن فرانسوی بود که مقام ژنرالی ارتقا یافت و در سال ۱۹۸۱ بازرس عمومی نظام پزشکی شد و به عنوان رئیس بخش عمومی خدمتش به پایان رسید و به عنوان مسئول وزارت بهداشت فعالیت خود را به پایان رساند.
پس از بازگشت به زندگی غیرنظامی، او ریاست ستاد طراحی کمیته زنان نظامی را برعهده گرفت، جایی که در ترویج اشتغال زنان در نیروهای مسلح تلاش زیادی کرد. بازگشت او به زندگی غیرنظامی وی را با بسیاری از جوایز مواجه ساخت: در سال ۱۹۸۷، به او بالاترین نشان لیاقت ملی اهدا شد و در سال ۱۹۹۹، نشان لیاقت گراند کراس و لژیون افتخار را از رئیس‌جمهور دریافت کرد. در مراسم خاصی که در تاریخ ۲ سپتامبر ۲۰۱۰ در پایگاه ۱۰۷ هوایی ویلاکوبل برگزار شد، او این جایزه را دریافت کرد.

## جوایز
جوایزی که والری آندری دریافت کرد عبارت است از:
- نشان شوالیه ملی لیاقت
- لژیون دونور
- جنگ صلیبی ۱۳۹۳–۱۹۴۵
- مدال جنگ صلیبی، مدال هندوچین
- مدال هواشناسی، صلیب داوطلب مبارک
- مدال ورمییل خدمات بهداشت